# Казанское общество трезвости
«Казанское Общество Трезвости» (КОТ) — одна из крупнейших в Российской Империи губернских просветительно-благотворительных организаций трезвеннической направленности с центром в г. Казани. Функционировало в 1892—1917 гг., распространяло свою деятельность, главным образом, на г. Казань и Казанскую губернию, а также на другие местности Российской Империи, где были открыты отделы КОТ.

## Направление и характер деятельности
КОТ было создано небольшой группой известных религиозных (православных), общественных и научных деятелей в 1892 году. Согласно воспоминаниям его организаторов, оно создавалось «с 10 членами и с десятью рублями» с целью «противодействовать употреблению спиртных напитков среди населения Казани и для сего помогать нуждающимся членам советами, материальными средствами и приисканием занятий». В более широком смысле задача общества формулировалась как «отрезвление русского народа, выяснение и указание ему истинного пути жизни».
Точной датой образования КОТ считается 30 (11 августа) июля 1892 г., когда «за министра» внутренних дел, его товарищем (заместителем) генерал-лейтенантом Н. И. Шебеко был утверждён устав общества.
Параграфом 3 устава КОТ определялось, что:
Общество состоит из членов обоего пола, всех вероисповеданий, званий и сословий, не допускаются только в члены Общества владельцы винокуренных, водочных и пивоваренных заводов и лица, занимающиеся продажей спиртных напитков.

Примечание: В члены Общества не допускаются: а) несовершеннолетние, б) нижние воинские чины, юнкера и в) подвергшиеся ограничению прав по суду.

В конце XIX — начале XX веков алкоголизм в Казани и губернии, как и повсеместно в России, достиг особенно большого распространения; этому способствовали низкая культура населения, тяжёлые материально-бытовые условия, а также широкая продажа алкогольных напитков. По свидетельству профессора И. М. Догеля, в 1884 году в Казани насчитывалось около трёхсот питейных заведений, то есть одно заведение на 490 жителей или почти на пятнадцать домов. Среднее потребление водки на душу населения в Казани в 1913 году составляло пятнадцать с половиной литров.— Талантов В. В., Лукина М. В. Gran Premio за радение о трезвой Казани// Казань. — 2005. — Июль — август. — С. 244.
С самого начала своей деятельности общество заняло радикальные позиции в трезвенническом движении, пропагандируя полный отказ от употребления алкогольных напитков, признанных им (прежде всего, с медицинской точки зрения) ядом, и требуя от государства введения запрета на их производство и продажу.

Утверждение, что алкоголь является ядом не только в больших, но и в малых дозах, прозвучало одним из первых в России в публичной лекции И. М. Догеля, в которой был дан токсикологический, медико-психологический и социальный анализ употребления алкоголя.— Талантов В. В., Лукина М. В. Gran Premio за радение о трезвой Казани// Казань. — 2005. — Июль — август. — С. 244.
Главную же причину самого пьянства идеологи КОТ усматривали в растущем отчуждении людей от Бога и их отказе от традиционно-русских норм жизни, что во многом предопределило дальнейшую эволюцию общества в сторону правомонархических взглядов.

## Руководство и состав организации

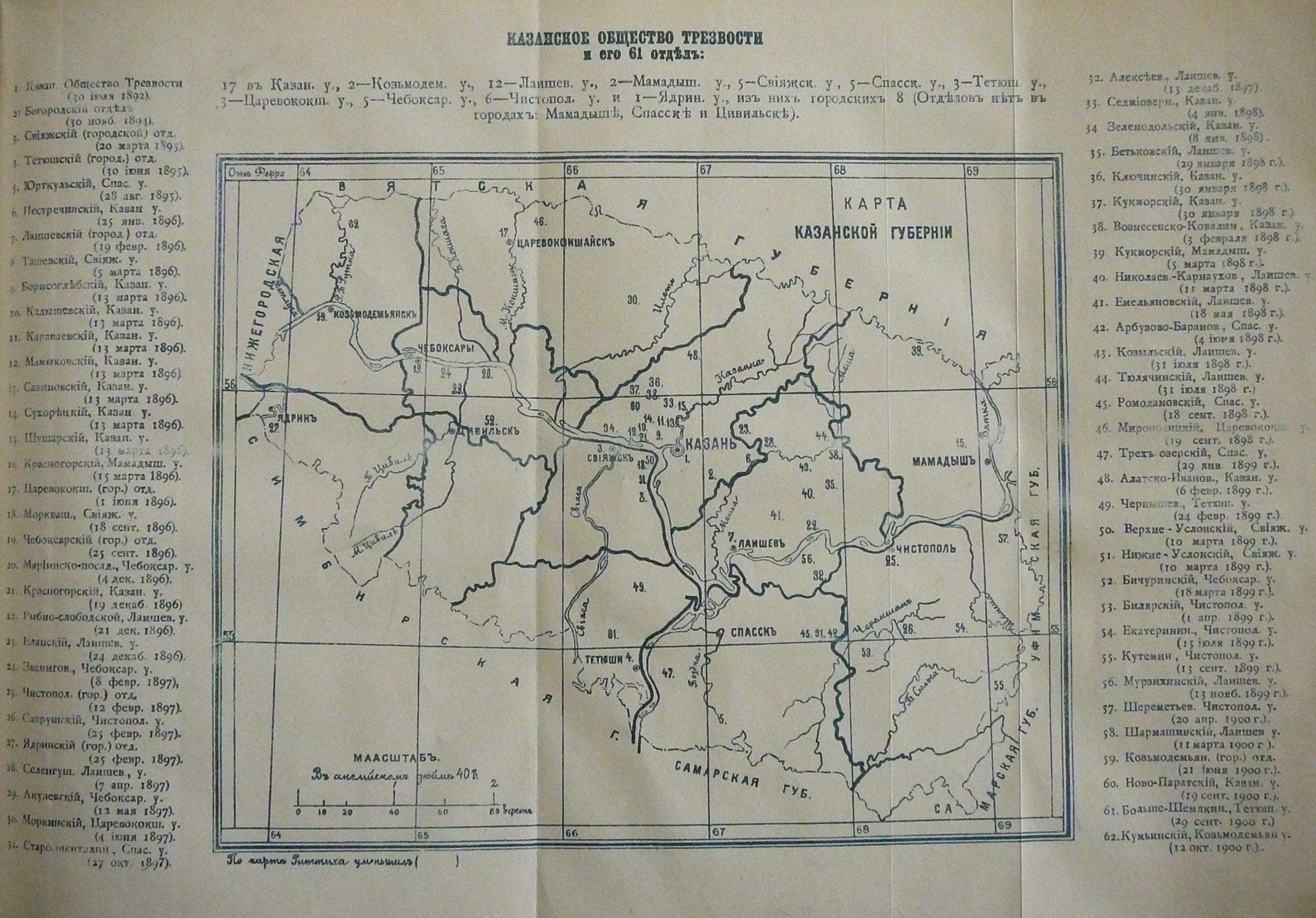
Карта-схема «КАЗАНСКОЕ ОБЩЕСТВО ТРЕЗВОСТИ и его 61 отдел» (вкладка в журнал «Деятель» за апрель 1901 г.)

Во главе КОТ стоял Комитет, председателем которого являлся казначей и типограф Казанского Императорского университета А. Т. Соловьёв. Кроме него, в состав Комитета КОТ в разное время входили профессора А. И. Александров (в дальнейшем — после принятия монашества — епископ Чистопольский, ректор Казанской, затем — Санкт-Петербургской Духовной Академий Анастасий), Л. О. Даркшевич, Н. Ф. Катанов, епископ Мамадышский Андрей (князь А. А. Ухтомский), известный религиозный писатель, инспектор Казанской Духовной Академии архимандрит Гурий (А. И. Степанов), настоятель Казанского Спасо-Преображенского миссионерского монастыря архимандрит Варсонофий (В. М. Лебедев), иеромонах Евсевий (Е. П. Рождественский), игумен Казанского Спасо-Преображенского монастыря Иоасаф (И. И. Удалов), историк-краевед протоиерей А. П. Яблоков, казанский полицмейстер П. Б. Панфилов и многие другие.
Почётными членами КОТ являлись такие известные личности, как протоиерей Кронштадтского Андреевского Собора о. Иоанн (И. И. Сергиев), экзарх Грузии Алексий (А. В. Молчанов), епископ Саратовский и Царицынский Алексий (А. Я. Дородницын), архиепископ Волынский и Житомирский Антоний (А. П. Храповицкий), архиепископы Казанские и Свияжские Владимир (И. П. Петров), Арсений (А. Д. Брянцев) и Иаков (И. А. Пятницкий), епископ Пензенский Митрофан (М. В. Симашкевич), епископ Олонецкий и Петрозаводский Никанор (Н. А. Надеждин), министр финансов России С. Ю. Витте, Самарский губернатор А. С. Брянчанинов, Казанские губернаторы П. А. Полторацкой, М. В. Стрижевский и П. М. Боярский, член Государственного Совета М. Н. Галкин-Враской, член Третьей Государственной Думы, городской голова Самары М. Д. Челышев, городской голова Казани С. В. Дьяченко, ректор Императорского Казанского университета Г. Ф. Дормидонтов, академик А. И. Соболевский, председательница Казанского Управления Российского общества «Красного Креста», супруга командующего войсками Казанского военного округа В. Д. Мещеринова и другие. Одним из благотворителей общества являлся председатель Совета министров России П. А. Столыпин.
Благодаря активной позиции руководства общества, эффективной постановке дела и поддержке со стороны представителей местного православного духовенства и преподавательской интеллигенции, КОТ за короткое время удалось охватить своей деятельностью не только г. Казань, но и всю Казанскую губернию, а затем — обрести последователей и организовать филиалы в целом ряде других местностей Российской Империи (в том числе и в Сибири). Согласно отчёту о деятельности КОТ с 1 сентября 1899 г. по 1 января 1901 г., к концу означенного периода насчитывалось шестьдесят отделов общества. Помимо Казанской губернии, отделы и кружки КОТ в начале XX века действовали в Волынской, Вятской, Московской, Симбирской, Таврической, Томской, Уфимской губерниях, городах Красноярске, Нижнем Новгороде, Чите и др.
В социальном отношении состав членов КОТ был крайне разнообразным: в нём состояли представители практически всех сословий — от простых крестьянин и чернорабочих до княгини Е. П. Крапоткиной и графини Н. Н. Каймо.
Членом Арбузово-Баранского отдела КОТ (Казанская губерния) состоял будущий академик А. Е. Арбузов.

## Содержание деятельности

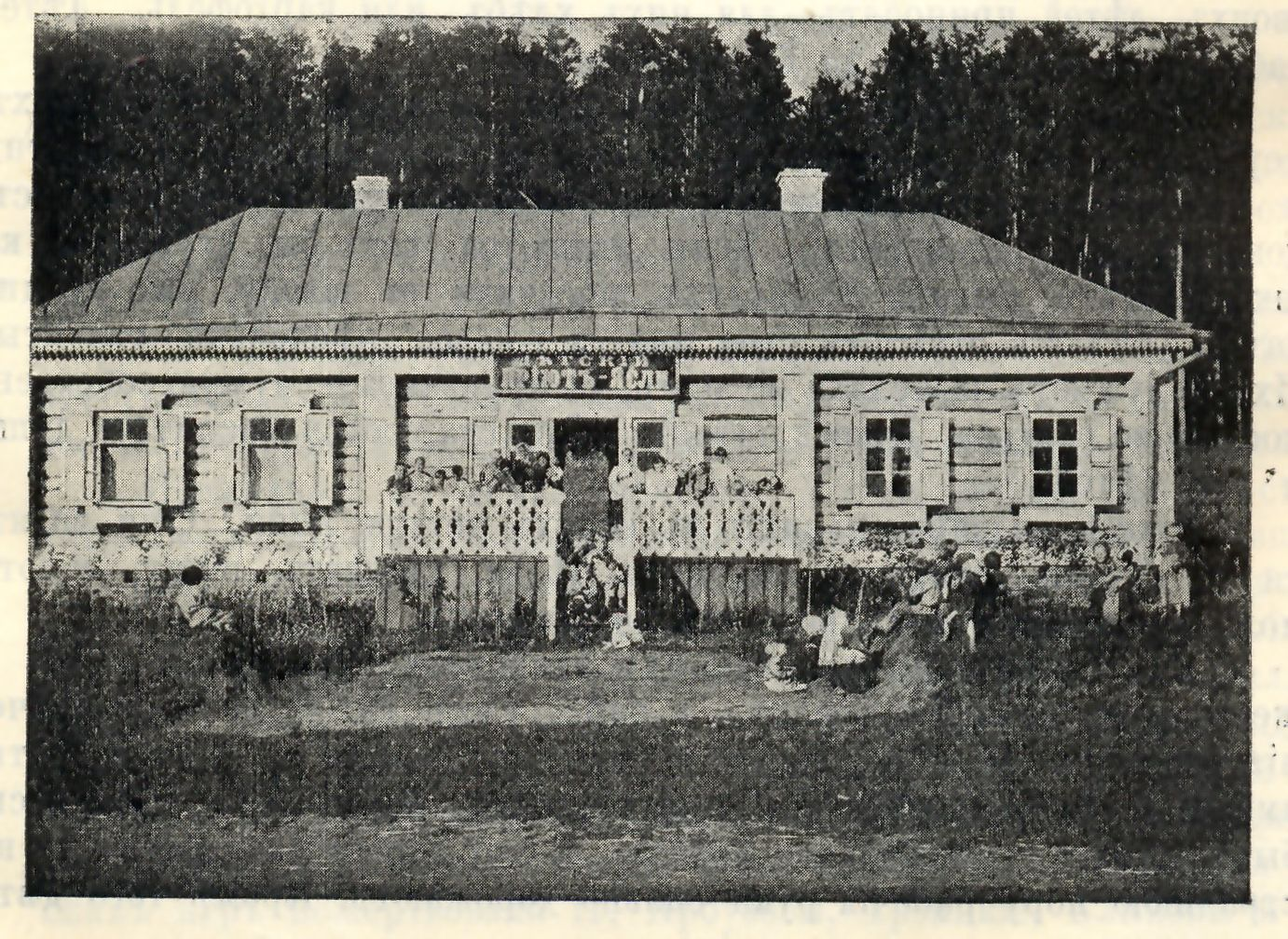
Детский приют-ясли Арбузов-Баранского отдела «Казанского Общества Трезвости» (Казанская губерния)

В июне 1893 г. КОТ открыло в г. Казани первую чайно-столовую, в январе 1895 г. — первый мужской ночлежный приют, в марте того же года — бесплатную народную библиотеку-читальню, в декабре 1895 г. — вторую чайно-столовую, в январе 1898 г. — приют для безродных детей. 27 марта 1896 г. КОТ открыло здесь (на Владимирской улице, «в доме Никитиной») первую в России специализированную больницу для лечения алкоголиков.
В 1900 г. при его содействии начало действовать «Общество Защиты Несчастных Женщин в г. Казани», основными задачами которого стали профилактика и борьба с проституцией, в сентябре 1901 г. КОТ открыло в г. Казани приют для женщин.
Общество проводило разъяснительную работу в рабочей, крестьянской и мещанской среде, организовывало публичные чтения антиалкогольной, героико-патриотической, лирической и религиозно-нравственной литературы, занималось издательской деятельностью (с 1896 по 1917 гг. выходил его собственный журнал «Деятель», а с 1905 по 1915 гг. — газета «Русь Православная и Самодержавная», организовывало в г. Казани праздники трезвости.
Одновременно КОТ издавало, переиздавало большими тиражами и распространяло по всей России дешёвые брошюры антиалкогольного и духовно-нравственного содержания, такие, например, как: «Всемерно должно удаляться от пьянства» (епископа Воронежского Тихона /Т. С. Соколова/), «Письма С. А. Рачинского духовному юношеству о трезвости», «Спиртные напитки, как несчастие человека» (И. М. Догеля и А. Т. Соловьёва), «Слова отца Иоанна Ильича Сергиева против пьянства» и другие.
Кроме этого, общество занималось активной популяризацией общероссийской и местной истории, выпуская в свет и распространяя (в качестве приложений к «Деятелю» и отдельными изданиями) книги А. И. Александрова «Царь-Освободитель: преобразователь и просветитель России Император Александр II», И. А. Ардашева «Развалины Болгар и древние Болгары (по описанию англичанина Э. П. Турнерелли)», К. Ф. Фукса «История Казани» и другие, а также — прививало прикладные знания сельскохозяйственного характера, которые содержались в таких, к примеру, изданиях, как книга священника В. И. Веселицкого «Простое руководство к разумному пчеловодству (с рисунками)».

## Участие в политической жизни
В конце 1904 — начале 1905 гг., «видя подготовку к беспорядкам, в которой главным образом участвовали евреи», КОТ постановило создать в г. Казани отдел «Русского Собрания», бессменным председателем Совета коего (с момента его официального открытия в декабре 1905 г.) являлся А. Т. Соловьёв. Некоторое время спустя с подачи Комитета КОТ его членам было объявлено, что они должны вступить либо в члены «Русского Собрания», либо в члены «Союза Русского Народа».
Окончательная право-монархическая политизация большей части общества вызвала незначительное идейно-политическое отмежевание от КОТ некоторых отделов и их последующее закрытие, что, впрочем, не повлияло существенным образом на дальнейшие результаты его основной деятельности. В итоге образовался своеобразный функциональный гибрид политической черносотенной организации и религиозно-просветительно-благотворительного общества (уже в декабре 1905 г. Советом Казанского отдела «Русского Собрания» было получено разрешение на открытие при чайно-столовой КОТ собственной библиотеки-читальни).
Вскоре аналогичная метаморфоза произошла и с отделами КОТ по всей Казанской губернии, на базе которых начали возникать многочисленные отделы «Союза Русского Народа». При этом процесс образования на местах отделов самого общества заметно замедлился, но не прекратился: как в самой Казани, так и ещё в целом ряде населённых пунктов Казанской губернии деятельность КОТ продолжала развиваться по восходящей.

## КОТ в 1906—1917 гг., международное признание
С 1906 по 1917 гг. в г. Казани им были организованы бесплатный ночлежный приют (открылся в декабре 1906 г.), а также приют для «приготовляющихся на учительское звание и учащихся в учебных заведениях», сооружён Храм Во Имя Всемилостивого Спаса (открылся в апреле 1907 г.), созданы единственная в своём роде в России специализированная лечебница для больных волчанкой (открылась в том же 1907 г.), несколько мастерских (живописная, переплётная, портняжная, сапожная, слесарная, столярная) и прочие учреждения.
Помимо названных, КОТ оказывало помощь «Казанскому Обществу Православных Русских Женщин», "Обществу ремесленников строительных работ при «Русском Собрании», «Казанскому Обществу во имя Всемилостивого Спаса призрения малолетних слабоумных и калек» и другим организациям, принимала деятельное участие в возведении в г. Казани часовни над могилою местоблюстителя Патриаршего Престола (в 1612—1613 гг.), второго митрополита Казанского и Свияжского Ефрема, помазавшего на царство первого царя из Дома Романовых — Михаила Фёдоровича.
Высокий статус КОТ был признан не только в Российской Империи, где оно получило несколько престижных наград (в том числе — малую серебряную медаль Всероссийской гигиенической выставки в г. Санкт-Петербурге и почётный отзыв выставки, проводившейся в 1909 г. Московским Комитетом грамотности), но и заграницей: например, на Всемирной промышленной выставке в г. Турине (Итальянское королевство), где обществу была присуждена высшая награда (grand prix), а его руководителю А. Т. Соловьёву — большая серебряная медаль.
С началом Первой мировой войны общество выступило активным проводником «сухого закона», оказывало значительную помощь раненым воинам: так, например, в г. Казани КОТ открыло лазарет (№ 38) для раненых воинов, при котором действовал кружок «Вера, Надежда и Любовь», а также помогало в своём приюте проходившим через город беженцам.

## Прекращение деятельности
После революционных событий февраля-марта 1917 г., попав под действие репрессий, проводившихся новыми властями в отношении право-монархических организаций, КОТ вынуждено было сначала значительно замедлить, а затем и вовсе прекратить свою деятельность.